# Садовский район
Садовский район — административно-территориальная единица в составе Воронежской области РСФСР, существовавшая в 1935—1957 годах. Административный центр — село Садовое.

## Население
По данным переписи 1939 года в Садовском районе проживало 27 224 чел., в том числе русские — 93,6 %, украинцы — 5,9 %.

## История
Район был образован 18 января 1935 года из части территории Аннинского района.
По данным 1940 года район включал 11 сельсоветов: Алексеевский, Больше-Ясырский, Бродовский, Ново-Курлаковский, Пугачевский, Рубашевский, Садовский 1-й, Садовский 2-й, Свободинский, Старо-Курлакский и Хлебороденский.
5 октября 1957 года Садовский район был упразднён, его территория вошла в состав Аннинского района.